# Kovács Annamária (atléta)
Kovács Annamária (Budapest, 1945. szeptember 14. – 2023. július 24. vagy előtte) olimpiai bronzérmes magyar atléta, ötpróbázó, gátfutó, az 1967-es év női sportolója.

## Pályafutása
Az 1968-as mexikóvárosi olimpián 4959 ponttal harmadikként végzett a női ötpróba versenyszámban.